# Victoria Santa Cruz
Victoria Eugenia Santa Cruz Gamarra (La Victoria, 27 de outubro de 1922 — Lima, 30 de agosto de 2014) foi uma poeta, coreógrafa, folclorista, estilista e ativista afro-peruana. Junto com seu irmão, Nicomedes Santa Cruz, ela é considerada significativa em um renascimento da cultura afro-peruana nos anos 1960 e 1970.

## Biografia

### Início de carreira
Filha de Nicomedes Santa Cruz Aparicio e Victoria Gamarra, começou sua carreira no palco com o grupo de dança e teatro Cumanana em 1958, com seu irmão mais novo Nicomedes Santa Cruz Gamarra, famoso poeta. Victoria havia ganhado uma bolsa de estudos do governo francês, viajou a Paris para estudar na Universidade do Teatro das Nações em 1961, e na Escola de Estudos Coreográficos. Neste último, destacou-se como criadora e designer dos figurinos da obra El retablo de don Cristóbal, de Federico García Lorca, e La rosa de papel, de Ramón María del Valle-Inclán.

### De volta ao Perú
De volta à terra natal, fundou a companhia Teatro y Danzas Negras del Perú em 1968, com a qual fez apresentações nos melhores teatros peruanos e também na televisão. Por ocasião, este grupo representou o Peru nas festividades dos Jogos Olímpicos de Verão de 1968, no México, em que recebeu uma medalha e diploma pelo seu trabalho.
Mais tarde, em 1969, percorreu várias cidades nos Estados Unidos e, ao retornar a Lima em maio do mesmo ano, foi nomeada diretora do Centro de Arte Folclórico, hoje Escuela de Folklore. No primeiro Festival e Seminário de Televisão Latino-Americana organizado pela Universidade Católica do Chile em 1970, ela ganhou o prêmio de melhor folclorista e no ano seguinte foi convidada pelo governo da Colômbia para participar do Festival de Cáli. Participou como diretora de palco do Primer Festival de Arte Negra del Perú, organizado na cidade de Cañete em 1971, evento liderado por seu irmão Nicomedes. Foi diretora do Conjunto Nacional de Folclore do Instituto Nacional de Cultura (INC) entre 1973 e 1982 e, nessa condição, realizou uma bem-sucedida viagem pelos Estados Unidos, Canadá, El Salvador, Guatemala, França, Bélgica, Suíça e Principado de Mônaco.

### Últimos anos de vida
Depois de completar seu cargo, ela foi professora convidada (1982), assistente (1983-1989) e tempo de vida (1989-1999) na Universidade Carnegie Mellon. Ele dirigiu workshops em diferentes países, como Rússia, Israel, Canadá, Dinamarca, Espanha, Itália e Argentina.

## Morte
Ela morava em Lima quando morreu aos 91 anos, devido à idade avançada e ao enfraquecimento de sua saúde.